# امانوئل استوارت
امانوئل استوارت (انگلیسی: Emanuel Steward; ۷ ژوئیهٔ ۱۹۴۴ – ۲۵ اکتبر ۲۰۱۲) بوکسور اهل ایالات متحده آمریکا بود.